# Чибача
Чибача је насељено место у саставу општине Жупа дубровачка, Дубровачко-неретванска жупанија, Република Хрватска.

## Историја
До територијалне реорганизације у Хрватској налазила се у саставу старе општине Дубровник. Као самостално насељено место, Чибача постоји од пописа 2001. године. Настало је издвајањем дела насеља Дубровник.

## Становништво
На попису становништва 2011. године, Чибача је имала 1.953 становника. За национални састав 1991. године, погледати под Дубровник.
| Број становника по пописима | Број становника по пописима | Број становника по пописима | Број становника по пописима | Број становника по пописима | Број становника по пописима | Број становника по пописима | Број становника по пописима | Број становника по пописима | Број становника по пописима | Број становника по пописима | Број становника по пописима | Број становника по пописима | Број становника по пописима | Број становника по пописима | Број становника по пописима |
| --------------------------- | --------------------------- | --------------------------- | --------------------------- | --------------------------- | --------------------------- | --------------------------- | --------------------------- | --------------------------- | --------------------------- | --------------------------- | --------------------------- | --------------------------- | --------------------------- | --------------------------- | --------------------------- |
| 1857                        | 1869                        | 1880                        | 1890                        | 1900                        | 1910                        | 1921                        | 1931                        | 1948                        | 1953                        | 1961                        | 1971                        | 1981                        | 1991                        | 2001                        | 2011                        |
| 268                         | 242                         | 255                         | 261                         | 273                         | 250                         | 201                         | 216                         | 238                         | 276                         | 276                         | 350                         | 0                           | 0                           | 1.622                       | 1.953                       |

Напомена: У 2001. настало издвајањем из насеља Дубровник (град Дубровник). У 1981. и 1991. подаци су садржани у насељу Дубровник.